# Cucullia anthemidis
Cucullia anthemidis är en fjärilsart som beskrevs av Achille Guenée 1852. Cucullia anthemidis ingår i släktet Cucullia och familjen nattflyn. Inga underarter finns listade i Catalogue of Life.